# Henry Channon
Sir Henry Channon (7 de março de 1897 – 7 de outubro de 1958), conhecido como Chips Channon, foi um político conservador naturalizado britânico nascido nos Estados Unidos, além de autor e memorista. Channon mudou-se para a Inglaterra em 1920 e tornou-se fortemente antiamericano, por considerar que a predominância cultural e econômica dos Estados Unidos representava uma ameaça às civilizações europeia e britânica tradicionais. Rapidamente, encantou-se com a sociedade londrina, tornando-se uma figura influente tanto no meio social quanto político.
Channon foi eleito pela primeira vez como membro do Parlamento (MP) em 1935. Durante sua carreira política, atuou como secretário particular parlamentar de Rab Butler no Ministério das Relações Exteriores a partir de 1938, durante o governo Chamberlain. Embora tenha mantido o cargo sob Winston Churchill, não chegou a alcançar um posto ministerial, em parte devido à sua estreita ligação com a facção de Chamberlain. É lembrado como um dos mais célebres diaristas políticos e sociais do século XX. Seus diários foram publicados pela primeira vez em uma edição expurgada em 1967. Posteriormente, foram lançados em versão integral, editados e publicados em três volumes, entre 2021 e 2022.

## Biografia

### Primeiros anos
Channon nasceu em Chicago, em uma família anglo-americana. Na vida adulta, decidiu declarar 1899 como seu ano de nascimento, e sentiu-se envergonhado quando um jornal britânico revelou que o ano verdadeiro era 1897. Seu avô havia imigrado para os Estados Unidos em meados do século XIX e estabelecido uma lucrativa frota de navios nos Grandes Lagos, que formou a base da riqueza da família. A avó paterna de Channon era descendente de colonos ingleses do século XVIII.
Os pais de Channon eram Vesta (nascida Westover) e Henry Channon II, conhecido como Harry. Após se formar na escola Francis W. Parker e frequentar aulas na Universidade de Chicago, Channon viajou para a França com a Cruz Vermelha Americana em outubro de 1917 e tornou-se adido honorário da embaixada dos Estados Unidos em Paris no ano seguinte.
Em 1920 e 1921, Channon esteve em Christ Church,Oxford, onde obteve um bacharelado em francês e adquiriu o apelido de "Chips". Iniciou uma amizade íntima com o príncipe Paulo da Iugoslávia, a quem chamou em seus diários de "a pessoa que mais amei". O Dictionary of National Biography descreveu essa fase da vida de Channon afirmando que, "encantado com a sociedade londrina, o privilégio, a posição e a riqueza, tornou-se um ambicioso escalador social — enérgico, implacável, mas cativante". Também tornou-se autor.

### Autor
Channon rejeitava sua origem norte-americana e era um entusiasta apaixonado pela Europa em geral e pela Inglaterra em particular. Os Estados Unidos, afirmou, eram "uma ameaça à paz e ao futuro do mundo". Se triunfarem, as antigas civilizações, que prezam a beleza, a paz, as artes, a posição social e os privilégios, "desaparecerão do cenário". Seu antiamericanismo se refletiu em sua novela Joan Kennedy (1929), descrita pelos editores como "a história do casamento de uma jovem inglesa com um norte-americano rico e de seus esforços para superar o abismo criado pelas diferenças de raça e educação". O antiamericanismo de Channon, no entanto, não o impediu de viver com recursos provenientes dos Estados Unidos. Uma doação de 90 mil dólares de seu pai e uma herança de 85 mil dólares de seu avô lhe proporcionaram conforto financeiro sem a necessidade de trabalhar.
Ele escreveu mais dois livros: uma segunda novela, Paradise City (1931), sobre os efeitos desastrosos do capitalismo norte-americano, e uma obra de não ficção, The Ludwigs of Bavaria (1933). Esta última, um estudo sobre as últimas gerações da dinastia bávara dos Wittelsbach, foi bem recebida pela crítica e reimpressa vinte anos depois. Algumas ressalvas críticas refletiam a admiração excessiva de Channon pela realeza europeia de menor expressão: o The Manchester Guardian afirmou que seu relato da revolução alemã de 1918-1919 "parece ter se baseado quase exclusivamente em fontes aristocráticas, claramente insuficientes". Apesar disso, o livro foi descrito em sua reedição de 1952 como "um estudo fascinante... excelentemente escrito". As críticas tanto da edição de 1933 quanto da reedição destacaram uma seção sobre arquitetura e decoração — área na qual Channon passou a se envolver de forma prática logo após a publicação do livro, quando adquiriu primeiro uma grande casa e, depois, uma casa de campo, nas quais pôde dar vazão à sua paixão pelo design.

### Casamento e política
Em 1933, Channon casou-se com a herdeira da indústria cervejeira Lady Honor Guinness (1909–1976), filha mais velha de Rupert Guinness, 2.º Conde de Iveagh. Em 1935, nasceu seu único filho, um menino, a quem deram o nome de Paul. Em 31 de janeiro de 1936, os Channon mudaram-se para uma grande residência londrina no número 5 da Belgrave Square, próxima à casa do duque de Kent. Dois anos depois, também adquiriram uma propriedade rural em Kelvedon Hatch, perto de Brentwood, em Essex. Channon rapidamente se estabeleceu como anfitrião da alta sociedade, com destaque para sua sala de jantar azul e prateada, projetada por Stéphane Boudin e inspirada no Amalienburg, em Munique. O auge de sua carreira nesse papel talvez tenha ocorrido na quinta-feira, 19 de novembro de 1936, com uma lista de convidados encabeçada pelo rei Eduardo VIII do Reino Unido; o príncipe Paulo da Iugoslávia, então regente, e sua esposa, a princesa Olga da Grécia e Dinamarca; o Jorge, duque de Kent e sua esposa, a princesa Marina da Grécia e Dinamarca; e a senhora Wallis Simpson, de quem Channon era amigo e admirador. Vinte e dois dias depois, em 11 de dezembro, Eduardo abdicou.
Channon, que havia se naturalizado cidadão britânico em 11 de julho de 1933, filiou-se ao Partido Conservador. Nas eleições gerais de 1935, foi eleito membro do Parlamento por Southend, cadeira anteriormente ocupada por sua sogra, Gwendolen Guinness, Condessa de Iveagh. Após alterações nos limites eleitorais em 1950, passou a representar a nova circunscrição de Southend West, permanecendo no cargo até sua morte em 1958.
Em 1936, o promissor ministro conservador Rab Butler, então subsecretário de Estado parlamentar do Ministério das Relações Exteriores, nomeou Channon como seu secretário particular parlamentar. Butler era ligado à ala do apaziguamento dentro do Partido Conservador, e Channon, assim como na crise da abdicação, acabou se posicionando do lado perdedor. Segundo o Dictionary of National Biography, Channon "Sempre ferozmente anticomunista, foi um dos primeiros a ser enganado pelos nazistas, pois os atraentes príncipes alemães esperavam que Hitler pudesse estar preparando uma restauração Hohenzollern". Assim como, após a ascensão de Jorge VI, a posição de Channon nos círculos reais declinou, sua influência dentro do Partido Conservador também enfraqueceu após o fracasso da política de apaziguamento e a nomeação do antiapaziguador Winston Churchill como primeiro-ministro. Channon permaneceu leal ao deposto Neville Chamberlain, brindando por ele após sua queda como "o Rei além das Águas", e compartilhando com Butler a desvalorização de Churchill, a quem chamavam de "um mestiço americano". O interesse de Channon pela política enfraqueceu após esses eventos, e ele passou a se dedicar cada vez mais aos interesses da família Guinness, embora tenha permanecido um parlamentar consciencioso e popular.
Em julho de 1939, Channon conheceu o paisagista Peter Daniel Coats (1910–1990), com quem iniciou um relacionamento amoroso que levou à separação de sua esposa no ano seguinte e à dissolução do casamento em 1945. Apesar de sua conduta, foi Channon quem entrou com o pedido de divórcio. Sua esposa, que o havia deixado por um aviador tcheco,  não contestou a ação e, portanto, foi considerada, ao menos formalmente, a parte inocente. Entre outros com quem se sabe que Channon teve casos estão o dramaturgo Terence Rattigan, e ele manteve relações íntimas com o príncipe Paulo da Iugoslávia e o duque de Kent, embora não se saiba se essas relações eram platônicas ou não.
Quando ficou claro que não alcançaria um cargo ministerial, Channon concentrou-se em seu outro objetivo: ser elevado à nobreza. No entanto, também não teve sucesso nesse intento. A maior honraria que recebeu foi o título de cavaleiro, concedido em 1957, um ano antes de sua morte.

## Legado

### Diários
Em diversos momentos de sua vida, Channon manteve uma série de diários. Em seu testamento, ele deixou esses diários e outros materiais ao Museu Britânico, "com a condição de que tais diários não sejam lidos... até 60 anos após minha morte". Uma seleção expurgada desses escritos foi publicada em 1967. A necessidade da censura é ilustrada pela reação de um contemporâneo de Channon em Oxford, que, ao ser informado de que não existiam diários daquele período, exclamou: "Graças a Deus!" O editor da edição original, Robert Rhodes James, relatou que viu pessoas influentes empalidecerem ao descobrirem que Channon havia mantido um diário.
Uma entrada no diário de 1941, em que Channon relata ter sido apresentado a um jovem membro da família real grega durante um coquetel em Atenas, é a primeira referência conhecida ao futuro casamento do príncipe Filipe da Grécia e Dinamarca com a então herdeira presuntiva de 15 anos ao trono britânico, a princesa Isabel. Ele escreveu: "É extraordinariamente bonito, e recordei a conversa daquela tarde com a princesa Helena [uma tia de Filipe]. Ele será o nosso Príncipe Consorte, e é por isso que está servindo em nossa Marinha".
Nos comentários que acompanham a seleção publicada, Rhodes James declarou que "Peter Coats editou o manuscrito original dos diários". Também afirmou que Coats organizou a preparação de uma versão datilografada completa, uma vez que a caligrafia de Channon era frequentemente difícil de decifrar. Coats também realizou uma primeira expurgação, anterior à edição mais criteriosa feita por Rhodes James.
Robert Rhodes James cita, em sua introdução aos diários, um autorretrato escrito por Channon em 19 de julho de 1935:
"Às vezes penso que tenho um caráter incomum, capaz, mas trivial; tenho talento, intuição, bom gosto, mas uma ambição de segunda categoria: sou demasiadamente suscetível à adulação. Detesto — e não me interesso por — tudo aquilo que agrada à maioria dos homens, como esportes, negócios, estatísticas, debates, discursos, guerra e até mesmo o tempo; mas sou fascinado pela luxúria, pelos móveis, pelo glamour, pela sociedade e pelas joias. Sou um excelente organizador e tenho uma vontade de ferro; só se pode apelar a mim por meio da minha vaidade. De tempos em tempos, preciso de solidão: minha alma a deseja. Todo pensamento nasce na solidão; só então sou parcialmente feliz".
Malcolm Muggeridge, ao resenhar os diários publicados no The Observer em novembro de 1967, escreveu: "Lisonjeiramente adulador e esnobe, como só pode ser um americano abastado entre as classes altas inglesas, com uma comunhão que às vezes chega a doer fisicamente. E, no entanto, que olhar afiado! Que malícia maliciosa! Quão bem escritos, verdadeiros e honestos são, à sua maneira! ... Que alívio voltar-me a ele depois da retórica enfadonha de Sir Winston e de todas aquelas narrativas pesadas de marechais de campo, marechais do ar e almirantes!".
Mesmo na versão editada, os diários provocaram controvérsia. Um dos colegas parlamentares de Channon entrou com uma ordem judicial por difamação, embora o caso nunca tenha ido a julgamento, sendo resolvido em particular durante a década seguinte à morte de Channon. O historiador Alan Clark, deputado conservador a partir de fevereiro de 1974, faz diversas referências aos diários de Channon em seus próprios registros pessoais.
Quatro volumes anteriormente desconhecidos foram descobertos em uma venda de garagem em 1991. Após a morte de Paul Channon, foi informado que seu herdeiro — o neto do cronista — estava considerando autorizar a publicação dos textos sem censura.
Posteriormente, foram lançados em versão integral, editados e publicados em três volumes, entre 2021 e 2022.

### Reputação
Richard Davenport-Hines, autor da entrada sobre Channon no Oxford Dictionary of National Biography, comenta que o personagem Elliot Templeton, do romance The Razor's Edge (1944) de W. Somerset Maugham, e o desiludido professor Crocker-Harris, da peça The Browning Version (1948) de Terence Rattigan, foram inspirados em parte em Channon.
Entre seus contemporâneos, sua reputação variava amplamente. Nancy Mitford disse a respeito de seu diário: "Você não pode imaginar o quão vil, rancoroso e tolo ele é. Sempre se pensou que Chips fosse bastante querido, mas por dentro era negro — que coisa sinistra!" Duff Cooper considerava Channon "um tolo", mas a viúva de Cooper, Lady Diana Cooper, escreveu logo após a morte de Channon: "Nunca houve um amigo mais leal ou revigorante... Instalou os poderosos em suas cadeiras douradas e exaltou os humildes... entregou generosamente suas riquezas e sua compaixão". O historiador militar Max Hastings referiu-se a Channon como "um asno consumado".